# 和田芳恵
和田 芳恵（わだ よしえ、1906年4月6日 - 1977年10月5日　男性）は、日本の小説家・文芸評論家。編集者の傍ら樋口一葉研究に没頭。多くの伝記・研究をまとめた。私小説作家としても知られ、晩年には老人の性愛を描いた短編で注目された。

## 来歴・人物
北海道山越郡長万部町出身。北海中学（現北海高等学校）、中央大学法学部独法学科卒業。新潮社勤務のかたわら同人誌に小説を執筆。
樋口一葉研究を行い、第二次世界大戦中に『樋口一葉研究』（1942年）などを刊行した。
1935年から1949年にかけて市川市八幡・市川地区在住であった。1952年に発表された「塵の中」には戦争前後の市川から八幡の様子が随所に描かれている。
戦後は大地書房に勤務、小説雑誌『日本小説』を創刊（「中間小説」を創始したと評される）。日本小説社を興して同誌の刊行を続けるが、経営に失敗し多額の負債を抱え、1949年から1952年まで失踪。
1953年より塩田良平と『一葉全集』を共編。1956年『婦人朝日』に名作モデル探訪を連載し、田山花袋の小説「蒲団」のモデル岡田美知代から最後の談話をとった。書き下ろしで刊行した『一葉の日記』（1956年）で、1957年日本芸術院賞を受賞。
小説『塵の中』で1963年下半期の直木賞を受賞。1975年『接木の台』で読売文学賞、1977年『暗い流れ』で日本文学大賞、1978年「雪女」で川端康成文学賞受賞。
また『筑摩書房の三十年』（非売品、1970年）を執筆担当した。同書は、2011年に『筑摩書房の三十年 １９４０－１９７０』として筑摩選書から再刊された。
1966年より土浦短期大学教授として日本文学を講じた。
1977年、十二指腸潰瘍による出血多量のため東京都大田区上池台の自宅で死去。墓所は茨城県古河市の宗願寺。

## 家族
娘の陽子は詩人吉岡実の妻である。

## 著書

### 一葉研究
- 樋口一葉　十字屋書店、1941
- 樋口一葉研究（編）新世社「樋口一葉全集 別巻」 1942。復刻「近代作家研究叢書」日本図書センター 1992
- 樋口一葉の日記 今日の問題社 1943、紀元社 1944
  - 改題「一葉の日記」 隅田書房 1947
- 樋口一葉　講談社（世界伝記全集）1954、新版1961
- 樋口一葉　新潮社〈一時間文庫〉 1954、角川文庫 1957、増補版・講談社文庫 1972
- 一葉青春日記（編注）角川文庫 1956　改版1970 新版1997
- 一葉恋愛日記（編注）角川文庫 1956　改版1970 新版1997
- 一葉全集（塩田良平共編）全7巻 筑摩書房 1953-1956
- 一葉の日記 筑摩書房 1956　
  - 改題 「樋口一葉伝　一葉の日記」新潮文庫 1960。解説山本健吉
  - 「一葉の日記」福武書店〈文芸選書〉 1983／福武文庫 1986
  - 「一葉の日記」講談社文芸文庫 1995、新装版2005。各・野口碩補注
- 樋口一葉読本 その生涯と作品（編）学習研究社 1958
  - 樋口一葉の人と作品（編）学研　1964
- 近代文学鑑賞講座3　樋口一葉（編）角川書店 1958、新版1967
- 日本現代文学全集10　樋口一葉集（解説) 講談社 1962
- 一葉誕生 現代書館 1969。復刻「近代作家研究叢書」日本図書センター 1993
- 日本近代文学大系8 樋口一葉集（編注） 角川書店 1970
- 明治文学全集30　樋口一葉集（編注）筑摩書房 1972
- 樋口一葉　講談社現代新書　1972

### 文学
- 作家達 泰文堂 1942
- 名作のできるまで 作品研究ノート 北辰堂 1957
- おもかげの人々 名作のモデルを訪ねて 講談社 1958
- 女性のための名作・人生案内 創思社 1963
- ひとつの文壇史 新潮社 1967
- 愛の歪み 中央大学出版部 1969（評論）
- 私の内なる作家たち 中央大学出版部 1970
- 大衆文学大系 全30巻＋別巻　監修: 大佛次郎, 川口松太郎, 木村毅. 編集委員: 尾崎秀樹, 中島河太郎, 和田芳恵、講談社, 1971 - 1980
- 作家のうしろ姿　毎日新聞社 1978

## 小説など
- 離愁記 今日の問題社 1943（新鋭文学選集）
- 塵の中 光風社 1963
- 愛の民話 講談社 1963
- 小説みだれ髪 光風社書店 1967
- 色合わせ 光風社書店 1968
- 火の車 講談社 1971
- 接木の台 河出書房新社 1974 のち集英社文庫
- 抱寝 河出書房新社 1975
- 暗い流れ 河出書房新社 1977 のち集英社文庫
- 道祖神幕 大西書店 1977
- 順番が来るまで　北洋社 1978（随筆集）
- 雀いろの空　中央公論社 1978
- 雪女　文藝春秋 1978
- ひとすじの心 毎日新聞社 1979（随筆集）

- 自選和田芳恵短篇小説全集　河出書房新社 1976
- 和田芳恵全集　全5巻 　河出書房新社 1978－1979

刊行内容は、第1巻．第2巻は短編小説集、第3巻は長編小説（塵の中、暗い流れ）、第4巻は一葉論（樋口一葉、一葉の日記）、第5巻は随筆集。

## 新版の文庫
- 一葉青春日記　角川文庫 復刊1989、同クラシックス 1997
- おまんが紅・接木の台・雪女　講談社文芸文庫 1994
- 一葉の日記　講談社文芸文庫　1995、新装版2005
- 一葉恋愛日記　角川文庫クラシックス　1997
- 暗い流れ　講談社文芸文庫　2000
- ひとつの文壇史　講談社文芸文庫　2008
- 順番が来るまで　講談社文芸文庫　2011

## 評伝・回想
- 吉田時善　『こおろぎの神話　和田芳惠私抄』 新潮社、1995年
- 和田静子　『命の残り　夫和田芳恵』　河出書房新社、1989年